# Schizotrema gibbera
Schizotrema gibbera är en kräftdjursart som beskrevs av Muhlenhardt- Siegel 1996. Schizotrema gibbera ingår i släktet Schizotrema och familjen Nannastacidae. Inga underarter finns listade i Catalogue of Life.